# Liste der Landtagswahlbezirke in der Markgrafschaft Istrien
Die Liste der Landtagswahlbezirke in der Markgrafschaft Istrien listet die Wahlbezirke für Wahlen zum Istrianischen Landtag in der Markgrafschaft Istrien auf. Die Wahlbezirke bestanden von 1861 bis 1918.

## Geschichte
Die Wahlkreise in der Markgrafschaft Istrien wurden 1861 durch die im Reichsgesetzblatt veröffentlichte Landes-Ordnung und Landtagswahlordnung für das Küstenland geschaffen. Von den zunächst 30 Abgeordneten waren drei Virilstimmen, die keiner Wahl unterlagen. Aus den Städten, Märkten und Industrialorten Istriens wurden sechs Wahlbezirke gebildet, die jeweils einen Abgeordneten delegierten. Zudem bildete die Handels- und Gewerbekammer Rovigni einen Wahlkörper, der zwei Abgeordnete wählte. Aus den Landgemeinden wurde pro Bezirk ein Wahlbezirk gebildet, in dem die Wahlberechtigten zwei Abgeordnete bestimmten. Die Wahlberechtigten des Großen Grundbesitz wurden in einem Wahlbezirk zusammengefasst, aus dem fünf Abgeordnete gewählt wurden.
Im Jahr 1870 kam es zu einer ersten Änderung der Wahlbezirke. Die Anzahl der Wahlbezirke der Städte, Märkte und Industrialorte erhöhte sich von 8 auf 11, wodurch sich die Gesamtzahl der Abgeordneten des Landtags von 30 auf 33 erhöhte.
Zu einer letztmaligen Änderung der Wahlbezirke kam es 1908, als die Allgemeine Wählerklasse in den österreichischen Landtagen eingeführt wurde. Während die Anzahl der drei Virilstimmen, der fünf Vertreter des Großen Grundbesitzes sowie der beiden Abgeordneten der Handels- und Gewerbekammer unverändert blieben, erhöhte sich durch die Reform die Anzahl der Abgeordneten der Städte, Märkte und Industrialorte von 11 auf 14 und jene der Abgeordneten der Landgemeinden von 12 auf 15. Hinzu kamen die acht Abgeordneten der allgemeinen Wählerklasse.

## Wahlkreise von 1861 bis 1870
| WK:                       | Wahlklasse |
| Wahlbezirk:               | Bezeichnung des Wahlbezirks. Bei den Wahlbezirken der Städte, Märkte und Industrialorte war die Bezeichnung gleichbedeutend mit den umfassten Orten, bei den Landgemeinden mit den umfassten Gerichtsbezirken. |
| Wahlort:                  | Ort, in dem die Wahl innerhalb des Wahlbezirks durchgeführt wurde |
| ausgenommene Ortschaften: | Die Wahlbezirke der Landgemeinden umfassten jeweils zwei bis drei Gerichtsbezirke, von denen die bestimmte Orte ausgenommen war, die wiederum die Wahlbezirke der Städte, Märkte und Industrialorte bildeten   |
| Mandate:                  | Anzahl der im Wahlbezirk zu vergebenden Mandate |

| Wahlklasse                     | Wahlbezirk                                     | Wahlort        | ausgenommene Ortschaften                           | Mandate |
| ------------------------------ | ---------------------------------------------- | -------------- | -------------------------------------------------- | ------- |
| Virilstimme                    | Bischof von Triest und Capodistria             |                |                                                    | 1       |
| Virilstimme                    | Bischof von Veglia                             |                |                                                    | 1       |
| Virilstimme                    | Bischof von Parenzo und Pola                   |                |                                                    | 1       |
| Landgemeinden                  | Capodistria, Pirano, Pinguente                 | Capodistria    | Capodistria, Isola, Pirano, Pinguente              | 2       |
| Landgemeinden                  | Parenzo, Buje, Montona                         | Parenzo        | Parenzo, Umago, Buje, Visinada, Cittanova, Montona | 2       |
| Landgemeinden                  | Dignano, Pola, Rovigno                         | Dignano        | Dignano, Pola, Rovigno                             | 2       |
| Landgemeinden                  | Pisino, Albona                                 | Pisino         | Pisino, Albona, Fianona                            | 2       |
| Landgemeinden                  | Volosca, Castelnuovo                           | Voloca         | Volosca, Castua, Lovrana, Moschienizze             | 2       |
| Landgemeinden                  | Veglia, Lussin, Cherso                         | Veglia         | Veglia, Lussinpiccolo, Cherso                      | 2       |
| Städte, Märkte, Industrialorte | Rovigno                                        | Rovigno        |                                                    | 1       |
| Städte, Märkte, Industrialorte | Pirano                                         | Pirano         |                                                    | 1       |
| Städte, Märkte, Industrialorte | Capodistria, Isola                             | Capodistria    |                                                    | 1       |
| Städte, Märkte, Industrialorte | Parenzo, Umago, Cittanova                      | Parenzo        |                                                    | 1       |
| Städte, Märkte, Industrialorte | Dignano, Pola, Albona, Fianona                 | Dignano        |                                                    | 1       |
| Städte, Märkte, Industrialorte | Montona, Buje, Visinada, Pinguente             | Montona        |                                                    | 1       |
| Städte, Märkte, Industrialorte | Pisino, Volosca, Castua, Lovrana, Moschienizze | Pisino         |                                                    | 1       |
| Städte, Märkte, Industrialorte | Lussinpiccolo, Cherso, Veglia                  | Lussin piccolo |                                                    | 1       |
| Handels- und Gewerbekammer     | Rovigno                                        | Rovigno        |                                                    | 2       |
| Großgrundbesitz                |                                                | Parenzo        |                                                    | 5       |

## Wahlkreise von 1870 bis 1907
| WK:                       | Wahlklasse |
| Wahlbezirk:               | Bezeichnung des Wahlbezirks. Bei den Wahlbezirken der Städte, Märkte und Industrialorte war die Bezeichnung gleichbedeutend mit den umfassten Orten, bei den Landgemeinden mit den umfassten Gerichtsbezirken. |
| Wahlort:                  | Ort, in dem die Wahl innerhalb des Wahlbezirks durchgeführt wurde |
| ausgenommene Ortschaften: | Die Wahlbezirke der Landgemeinden umfassten jeweils zwei bis drei Gerichtsbezirke, von denen die bestimmte Orte ausgenommen war, die wiederum die Wahlbezirke der Städte, Märkte und Industrialorte bildeten   |
| Mandate:                  | Anzahl der im Wahlbezirk zu vergebenden Mandate |

| Wahlklasse                     | Wahlbezirk                            | Wahlorte       | vom Wahlbezirk ausgenommene Ortschaften            | Mandate |
| ------------------------------ | ------------------------------------- | -------------- | -------------------------------------------------- | ------- |
| Virilstimme                    | Bischof von Triest und Capodistria    |                |                                                    | 1       |
| Virilstimme                    | Bischof von Veglia                    |                |                                                    | 1       |
| Virilstimme                    | Bischof von Parenzo und Pola          |                |                                                    | 1       |
| Landgemeinden                  | Capodistria, Pirano, Pinguente        | Capodistria    | Capodistria, Isola, Pirano, Pinguente              | 2       |
| Landgemeinden                  | Parenzo, Buje, Montona                | Parenzo        | Parenzo, Umago, Buje, Visinada, Cittanova, Montona | 2       |
| Landgemeinden                  | Dignano, Pola, Rovigno                | Dignano        | Dignano, Pola, Rovigno                             | 2       |
| Landgemeinden                  | Pisino, Albona                        | Pisino         | Pisino, Albona, Fianona                            | 2       |
| Landgemeinden                  | Volosca, Castelnuovo                  | Voloca         | Volosca, Castua, Lovrana, Moschienizze             | 2       |
| Landgemeinden                  | Veglia, Lussin, Cherso                | Veglia         | Veglia, Lussinpiccolo, Lussingrande, Cherso        | 2       |
| Städte, Märkte, Industrialorte | Capodistria                           | Capodistria    |                                                    | 1       |
| Städte, Märkte, Industrialorte | Pirano                                | Pirano         |                                                    | 1       |
| Städte, Märkte, Industrialorte | Rovigno                               | Rovigno        |                                                    | 1       |
| Städte, Märkte, Industrialorte | Pinguente, Isola, Muggia              | Pinguente      |                                                    | 1       |
| Städte, Märkte, Industrialorte | Parenzo, Umago, Cittanova             | Parenzo        |                                                    | 1       |
| Städte, Märkte, Industrialorte | Montona, Buje, Visinada, Portole      | Montona        |                                                    | 1       |
| Städte, Märkte, Industrialorte | Pisino, Albona, Fianona               | Pisino         |                                                    | 1       |
| Städte, Märkte, Industrialorte | Dignano, Pola                         | Dignano        |                                                    | 1       |
| Städte, Märkte, Industrialorte | Lussinpiccolo, Lussingrande           | Lussin piccolo |                                                    | 1       |
| Städte, Märkte, Industrialorte | Cherso, Veglia                        | Cherso         |                                                    | 1       |
| Städte, Märkte, Industrialorte | Volosca, Castua, Lovrana, Moschenizze | Volosca        |                                                    | 1       |
| Städte, Märkte, Industrialorte | Handels- und Gewerbekammer Rovigno    | Rovigno        |                                                    | 2       |
| Großgrundbesitz                |                                       | Parenzo        |                                                    | 5       |

## Wahlkreise von 1908 bis 1918
| WK:               | Wahlklasse |
| Wahlbezirk:       | Bezeichnung des Wahlbezirks. Bei den Städten, Märkten und Industrialorten ist die Wahlbezirksbezeichnung gleichbedeutend mit den umfassten Orten. Von den mit "(O)" gekennzeichneten Ortsbezeichnungen sind nur die genannte Ortschaft, nicht jedoch die ganze Gemeinde Teil des Wahlbezirks. |
| umfasste Gebiete: | Gebiete, die vom Wahlbezirk umfasst werden. Die Bezeichnung "Gemeinde" bezieht sich hierbei auf die sogenannten "Steuergemeinden" |
| Mandate:          | Anzahl der im Wahlbezirk zu vergebenden Mandate |

| Wahlklasse                     | Wahlbezirk                                                                        | umfasste Gebiete | Mandate |
| ------------------------------ | --------------------------------------------------------------------------------- | --- | ------- |
| Virilstimme                    | Bischof von Triest und Capodistria                                                | | 1       |
| Virilstimme                    | Bischof von Veglia                                                                | | 1       |
| Virilstimme                    | Bischof von Parenzo und Pola                                                      | | 1       |
| Städte, Märkte, Industrialorte | Pola 1. Wahlbezirk (Stadtteil „Stadt“)                                            | | 1       |
| Städte, Märkte, Industrialorte | Pola 2. Wahlbezirk (Stadtteile Port Aurea, S. Martino, Zaro; Vorstadt S. Michele) | | 1       |
| Städte, Märkte, Industrialorte | Pola 3. Wahlbezirk (übrige Teile der Gemeinde)                                    | | 1       |
| Städte, Märkte, Industrialorte | Capodistria                                                                       | | 1       |
| Städte, Märkte, Industrialorte | Rovigno                                                                           | | 1       |
| Städte, Märkte, Industrialorte | Pirano (O)                                                                        | | 1       |
| Städte, Märkte, Industrialorte | Isola, Muggia                                                                     | | 1       |
| Städte, Märkte, Industrialorte | Parenzo, Montona, Visinada (O) und Portole (O)                                    | | 1       |
| Städte, Märkte, Industrialorte | Buje, Umago, Cittanova                                                            | | 1       |
| Städte, Märkte, Industrialorte | Dignano, Pisino (O), Pinguente (O)                                                | | 1       |
| Städte, Märkte, Industrialorte | Pisino, Pinguente, Fianona                                                        | | 1       |
| Städte, Märkte, Industrialorte | Lussinpiccolo, Lussingrande (O)                                                   | | 1       |
| Städte, Märkte, Industrialorte | Cherso, Veglia, Albona, Fianona (O)                                               | | 1       |
| Städte, Märkte, Industrialorte | Volosca, Abbazia, Castua, Castelnuovo, Lovrana (O), Moschenizze (O), Clana (O)    | | 1       |
| Städte, Märkte, Industrialorte | HGK                                                                               | Rovigno | 2       |
| Landgemeinden                  | 1. Wahlbezirk                                                                     | - Gerichtsbezirk Buje (ohne G. Crassizaa) - Gerichtsbezirk Piano (ohne G. S. Pietro dell' Amata und Corte d' Isola) - Gemeinden Valle d' oltra, Lazzaretto (ohne die Orte Pobeghi und Cesari) aus dem Gerichtsbezirk Capodistria - Gemeinden Visignano, S.Domenica, Visinada (ohne Dorf Ferenzi) aus dem Gerichtsbezirk Montona - Gemeinden Torre, Abrega, Fratta, Orfea, Fontane aus dem Gerichtsbezirk Parenzo - Ortsgemeinde VValle aus dem Gerichtsbezirk Rovigno - Gemeinde S. Vincenti aus dem Gerichtsbezirk Dignano - Gemeinden Frasana, Gallesano, Sissano aus dem Gerichtsbezirk Pola - Gemeinde Chinuski, Ossero, Reresine und S. Giacomo aus dem Gerichtsbezirk Lussin | 3       |
| Landgemeinden                  | 2. Wahlbezirk                                                                     | - Gerichtsbezirk Capodistria - Gemeinden S.Pietro dell' Amata und Corte d' Isola (Gerichtsbezirk Pirano) - Gemeinde Crassizza (Gerichtsbezirk Buje) | 2       |
| Landgemeinden                  | 3. Wahlbezirk                                                                     | Gerichtsbezirke Volosca und Castelnuovo | 2       |
| Landgemeinden                  | 4. Wahlbezirk                                                                     | Gerichtsbezirke Pisino und Albona | 2       |
| Landgemeinden                  | 5. Wahlbezirk                                                                     | Gerichtsbezirke Pinguente, Montona und Parenzo | 2       |
| Landgemeinden                  | 6. Wahlbezirk                                                                     | Gerichtsbezirke Pola, Dignano und RoVirilstimmeigno | 2       |
| Landgemeinden                  | 7. Wahlbezirk                                                                     | Gerichtsbezirke Veglia, Cherso und Lussin | 2       |
| Großgrundbesitz                |                                                                                   | | 5       |
| Allgemeine Wählerklasse        | 1. Wahlbezirk                                                                     | - Gerichtsbezirk Pirano (ohne G. Pietro dell' Amata, Castelvenere und Corte d' Isola) - Gemeinden Capodistria, Muggia, Valle d' Oltra sowie Lazzaretto ohne die Ortschaften Pobeghi und Ceari (Gerichtsbezirk Capodistria) - Gemeinden Umago und Cittanova (Gerichtsbezirk Buje) | 1       |
| Allgemeine Wählerklasse        | 2. Wahlbezirk                                                                     | | 2       |
| Allgemeine Wählerklasse        | 3. Wahlbezirk                                                                     | | 1       |
| Allgemeine Wählerklasse        | 4. Wahlbezirk                                                                     | | 1       |
| Allgemeine Wählerklasse        | 5. Wahlbezirk                                                                     | | 1       |
| Allgemeine Wählerklasse        | 6. Wahlbezirk                                                                     | | 1       |
| Allgemeine Wählerklasse        | 7. Wahlbezirk                                                                     | | 1       |
| Allgemeine Wählerklasse        | 8. Wahlbezirk                                                                     | | 1       |